# بنك دانات
كان دارمشتات والبنك الوطني (شكل مختصر بنك دانات) بنكًا ألمانيًا.

## تاريخه
عام 1922 تم تشكيل بنك دانات نتيجة اندماج بنك دارمشتات للتجارة والصناعة والبنك الوطني لألمانيا .
تأسس بنك دارمشتات للتجارة والصناعة كان ثاني بنك عالمي في ألمانيا تم تأسيسه كشركة محدودة بالأسهم وتم نقل البنك من مقره الرئيسي إلى برلين.
وخلال سنوات التضخم بين عامي 1918 و 1921 ، فتح العديد من الفروع في جميع أنحاء ألمانيا.

## بنك دانات
بداء 1920 تشكيل الاتحاد المصرفي بنك دارمشتات للتجارة والصناعة والبنك الوطني لألمانيا وقد افترض كلا البنكين ضمانة مشتركة لرأس المال واحتياطيات تزيد عن مليار مارك. اكتمل الاندماج بالكامل في عام 1922 ليصبح واحد من أكبر البنوك التجارية في ألمانيا. ليصبح عام 1931 بنك دانات ثاني أكبر بنك في ألمانيا،
لكن أحد أهم عملائه مصنع تمشيط صوف وغزل الصوف بألمانيا الشمالية أفلس في 13 يوليو 1931 كواحدة من أبرز ضحايا الانكماش في ألمانيا خلال فترة الكساد الكبير .
أدى انهيار بنك دانات بنك إلى فقدان الثقة في النظام المصرفي الألماني وموجة هائلة من عمليات السحب من جميع البنوك الأخرى
أعلنت الحكومة عطلة مصرفية إجبارية وفرضت المزيد من القيود على رأس المال وفرضت اندماج بنك دانات مع بنك درسدنر